# 노토케이루스 후브시
노토케이루스 후브시(Notocheirus hubbsi)는 색줄멸목에 속하는 조기어류의 일종이다. 아르헨티나와 칠레의 태평양 해안을 따라서 발견된다. 노토케이루스과(Notocheiridae)와 노토케이루스속(Notocheirus)의 유일종이다. 신열대구 색줄멸과인 은띠색줄멸과(Atherinopsidae) 색줄멸의 자매종이다. 제1등지느러미가 없는 것이 특징이다.